# Riksväg 26
Riksväg 26 går mellan Halmstad och Mora via Hyltebruk, Smålandsstenar, Gislaved, Jönköping, Skövde, Mariestad, Kristinehamn, Storfors, Filipstad, Lesjöfors och Vansbro. Den är numera Sveriges längsta riksväg (utom europavägar), 580 km.
Riksväg 26 kallas även för Inlandsvägen syd. Delen mellan Halmstad och Jönköping går även under namnet Nissastigen. Vid Johannisholm, strax sydväst om Mora, hakar den på E45 (Inlandsvägen, som går mellan Göteborg och Karesuando). 
Den räknas som en nationell stamväg mellan Halmstad och Kristinehamn.

## Historik
Vägen mellan Halmstad – Jönköping följer den historiska Nissastigen där kustlandet möter det småländska höglandet. 

### Nummerhistoria
Från år 1962 gick riksväg 26 Halmstad – Smålandsstenar (–Värnamo). Sträckan Smålandsstenar – Jönköping hette länsväg 155. Senare bytte även sträckan Smålandsstenar – Jönköping namn till riksväg 26. Under perioden 1962–2003 var sträckan Jönköping – Mariestad riksväg 48 och sträckan Mariestad – Filipstad riksväg 64. Under perioden 1962–1991 var sträckan Filipstad – Mora länsväg 242, och efter 1991 riksväg 64.
På 1940-talet var numren länsväg 101 Halmstad (väster om) – Jönköping, länsväg 186 Jönköping – utanför Sandhem(– Grästorp), länsväg 192 utanför Sandhem – Mariestad, länsväg 203 Mariestad – Kristinehamn och länsväg 242 Kristinehamn – Mora.
Fram till hösten 2003 gick riksväg 26 enbart sträckan mellan Halmstad och Jönköping. En omskyltning gjordes och riksväg 48 (Jönköping – Mariestad) och riksväg 64 (Mariestad – Mora) blev en del av riksväg 26. Omskyltningen innebar att riksväg 26 ökade sin längd från cirka 145 km till cirka 580 km. Det är efter 2006 Sveriges längsta riksväg (utom europavägar).
Riksvägarna 48 och 64 har i och med detta upphört som namn på vägar, liksom länsvägarna 192, 203 och 242. Länsväg 155 går numera till Öckerö inom Göteborgs kommun, medan länsväg 101 går mellan Malmö och Mossbystrand i Skurups kommun i sydvästra Skåne.

### Vägbyggnader

#### Halmstad – Jönköping
Sträckan Halmstad – Torup är i princip samma vägsträcka som på 1940-talet, även om den visar tecken på en nybyggnad under något tidigare årtionde, särskilt upp till Oskarström. Just vid Oskarsström är dock vägen från 1960-talet. Sträckan Torup-Långaryd är också nybyggd på 60-talet. Sträckan Långaryd-Jära (vid riksväg 40) är i stort sett samma som på 1940-talet, förutom förbifarten förbi Gislaved som är från 1996 och förbifarter förbi Öreryd och förbi Norra Unnaryd med ny bro över Nissan från 1966. Förbifart förbi Jära med ny sträckning fram till nuvarande riksväg 40 byggdes 1955 i samband med att riksväg 40 lades om i ny nordligare sträckning. Vägen är i övrigt ofta utbyggd i befintlig sträckning, så det är inte exakt samma väg på 1940-talet där heller.

#### Jönköping – Mariestad
Sträckan Jönköping – Månseryd (där länsväg 195 viker av) är nybyggd 1980-1981. Sträckan Månseryd - Mullsjö är nybyggd med motortrafikledsstandard (dock ej skyltad motortrafikled) sedan 2018, mestadels strax intill gamla vägen som behölls som lokalväg. Den gamla vägen på sträckan Kortebo - Risbro var från 1960-talet medan Risbro - Mullsjö hade i stort sett samma sträckning som på 1940-talet. En förbifart förbi Mullsjö byggdes 1984 och en förbifart förbi Broholm med ny bro över Tidan byggdes 1959. Fortsättningen till Slättäng (vid korsningen med riksväg 47) är samma som på 1940-talet, medan fortsättningen till Skövde är från 1962-1964. En 10 km lång sträcka ny fyrfältsväg söder om och fram till Skövde invigdes 2005, där en del av vägen genom Skultorpstunneln, även kallad Pansartunneln, passerar under Skövde skjutfält. Vägen Skövde – Mariestad är byggd på tidiga 1970-talet, medan förbifarten (tillsammans med E20) förbi Mariestad är från tidiga 60-talet.
Före dessa byggen gick vägen Utvängstorp – Valstad – Kungslena – Skultorp – centrala Skövde – nära Timmersdala – centrala Mariestad.

#### Mariestad – Mora
En del av sträckan mellan Kristinehamn och Filipstad hade tidigare en västligare sträckning, men har lagts om så den nu går igenom Storfors. Vägen gick också i en östligare sträckning mellan Långban och Tyfors fram till 1970-talet då den lades om till den nuvarande sträckningen genom Lesjöfors. 
2004–2006 lades en del av sträckan genom Värmlands län om i en rakare sträckning från Nilsbo, söder om Oforsen, till Pålhammarsäng vid länsgränsen mot Dalarna nära Tyfors

## Beskrivning av sträckan
Vägen börjar i centrala Halmstad och lämnar staden i nordlig riktning. På ett kortare avsnitt i utkanten av Halmstad är vägen fyrfältig med mittremsa. Efter några kilometer minskar bredden och vägen blir vanlig tvåfältig landsväg. Kort därefter korsas motorvägen E6 E20 och vägen fortsätter i nordostlig riktning mot Jönköping. Nästan direkt efter trafikplatsen tar skogen vid för att därefter i huvudsak bestå. Fram till Oskarström är vägen tvåfältig landsväg med vägren. I Oskarström korsas samhället rakt igenom där hastigheten är begränsad till 50 km/h. Efter Oskarström blir vägen mötesfri landsväg med omväxlande ett och två körfält i vardera riktning. Norr om Rydöbruk korsas landskapsgränsen mellan Halland och Småland. Sträckan mellan Oskarström och Hyltebruk har de senaste åren breddats från vanlig tvåfilig väg till mötesfri landsväg och i nuläget (2010/01) är den ombyggd på i princip hela sträckan och har, med undantag för sträckan mellan Spenshult och Fröslida, hastighetsbegränsningen 100 km/h. Kring 15 km norr om Hyltebruk korsas länsgränsen mellan Hallands län och Jönköpings län. Några kilometer senare passerar vägen rakt igenom Skeppshult och ytterligare en kring fem kilometer senare passeras Smålandsstenar rakt igenom.
När vägen närmar sig Gislaved blir den 2+1-väg (sedan hösten 2007) med planskilda trafikplatser. Norr om Gislaved återgår vägen till den tidigare standarden och behåller denna den resterande sträckan upp till korsningen med Riksväg 40, strax öster om Bottnaryd. Härifrån och österut mot Jönköping går de två riksvägarna gemensamt. På detta avsnitt är vägen utbyggd till mötesfri landsväg (2+1). Några kilometer väster om Jönköping skiljs riksvägarna åt och Riksväg 26 fortsätter till en början åt norr (tillsammans med Riksväg 47 och Länsväg 195). Vägen svänger efter kring 10 km av från 195:an åt nordväst, och fortsätter så fram till Mullsjö. På avsnittet mellan Jönköping och Mullsjö håller vägen motortrafikledsstandard men är inte skytad motortrafikled. 
Det är närmare för trafik längs Riksväg 26 att välja Länsväg 185 mellan Bottnaryd och Mullsjö, istället för att ta omvägen via Jönköping.
Anledningen till att Riksväg 26 går via Jönköping är att det är huvudorten i regionen, dit den mesta trafiken går, samt att tydligare visa långdistansresenärer från Skåne/Tyskland mot Skaraborg/Mora att E4 är lämpligare väg än 26 fram till Jönköping.

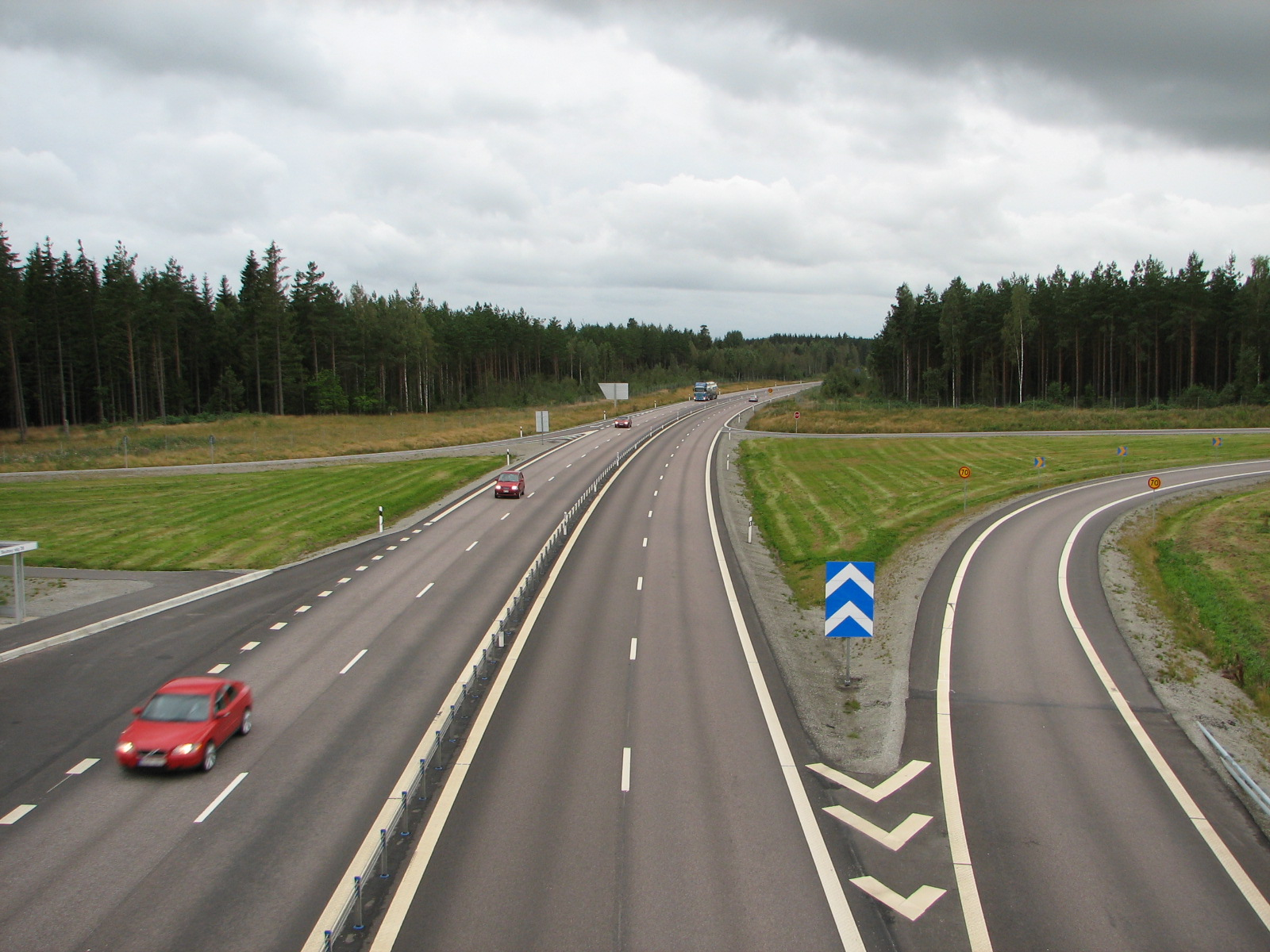
Bilden visar Trafikplats Skultorp strax söder om Skövde. Denna del av Riksväg 26 öppnades 2005 för att leda trafiken förbi Skultorps samhälle.

Strax norr om Mullsjö lämnas Riksväg 47, och Riksväg 26 fortsätter ensam norrut. kring 10 km söder om Skövde upphör vägen i en cirkulationsplats där trafik norrut får svänga höger. Härifrån går Riksväg 26 och Riksväg 46 gemensamt in mot Skövde. På detta avsnitt har vägen byggt ut i ny sträckning till fyrfältsväg med mitträcke. Vägen passerar förbi Skövde och fortsätter som 2+1-väg norrut mot Mariestad. Strax söder om Mariestad får trafik längs riksvägen svänga höger och ansluta E20 via en planskild trafikplats. Härifrån och några kilometer nordost går Riksväg 26 och E20 tillsammans. Vägstandarden längs denna sträcka är tvåfältig landsväg med vägren. När Riksväg 26 efter några kilometer strax norr om Hasslerör viker av norrut från E20 sker detta i en vanlig trevägskorsning där trafik längs Riksväg 26 får svänga vänster mot Kristinehamn.
Härifrån fortsätter vägen norrut på vanlig tvåfältig landsväg längs Vänerns östra kant. På några få ställen ser man sjön, men i huvudsak går vägen som byggdes om och rätades ut dels i början av 90-talet och i början av 2000-talet genom skog. I utkanten av Sjötorp passeras Göta kanal. Efter kring 40 km närmar man sig de södra delarna av Kristinehamn. Vägen passerar i östra utkanten av staden för att därefter haka på E18 via en planskild trafikplats. Härifrån och några kilometer västerut går E18 och Riksväg 26 gemensamt. Här är vägen mötesfri motortrafikled (2+1). Vid nästa trafikplats viker Riksväg 26 av norrut och fortsätter som tvåfältig landsväg. Vägen går härifrån och norrut i huvudsak genom skogsparti längs hela sin resterande sträcka. Till en början stiger vägen relativt kraftigt i höjd och passerar efter därefter rakt igenom Filipstad. Här upphör vägen i en trevägskorsning och vägen fortsätter tillsammans med Riksväg 63 i nordostlig riktning. Efter några kilometer viker Riksväg 26 av åt norr i en trevägskorsning. Vägen fortsätter genom skogslandskap och passerar  cirka 35 km från Filipstad genom Lesjöfors. 
Vid Svartälven, strax innan Tyfors når man Dalarnas län och Dalarna. Kring 40 km från länsgränsen kommer man in i Vansbro. Inne i Vansbro får trafik längs riksväg 26 haka på E16/riksväg 66 för att fortsätta tillsammans ett kortare stycke. Strax därefter svänger riksväg 26 av norrut från E16/riksväg 66 i en cirkulationsplats, varefter vägen leder ut ur Vansbro. Vägen fortsätter norrut till Johannisholm där E45 hakar på från väster i en trevägskorsning. Härifrån och den resterande sträckan nordost till Mora går Riksväg 26 och E45 gemensamt. I Mora upphör Riksväg 26, medan E45 fortsätter hela vägen upp till Karesuando. Vägen är i huvudsak skyltad 90 km/h utanför orterna förutom förbi Gislaved där vägen är skyltad 110 km/h.

## Vägstandard
| Delsträcka                               | Delsträcka                               | Avstånd | Hastighet | Vägstandard |
| ---------------------------------------- | ---------------------------------------- | ------- | --------- | --- |
| Halmstad E6/E20 Trafikplats Halmstad N   | Oskarström                               | 12 km   |           | Landsväg. 70 km/h närmast Halmstad samt i vissa korsningar.                                                                             |
| Oskarström                               | Hyltebruk                                | 30 km   |           | 2+1-väg. 50-70 km/h genom Oskarström. 80 km/h genom vissa korsningar.                                                                   |
| Hyltebruk                                | Skeppshult                               | 19 km   |           | Landsväg. 80 km/h förbi Hyltebruk. |
| Skeppshult                               | Gislaved Ryd                             | 19 km   |           | Landsväg. 40-70 km/h genom Skeppshult. 40-60 km/h genom Smålandsstenar.                                                                 |
| Gislaved Ryd                             | Båraryd                                  | 10 km   |           | 2+1-väg. |
| Båraryd                                  | Skogsliden                               | 50 km   |           | Landsväg. 40-60 km/h genom Ryd. |
| Skogsliden                               | Jönköping Trafikplats Hedenstorp         | 13 km   |           | 2+1-väg. Gemensam med . |
| Jönköping Trafikplats Hedenstorp         | Mullsjö Cirkulationsplats Mullsjö        | 25 km   |           | 2+1-väg. Gemensam med . |
| Mullsjö Cirkulationsplats Mullsjö        | Borgunda Borgundarondellen               | 45 km   |           | Landsväg. 70 km/h genom vissa korsningar. Gemensam med till Sandhem.                                                                    |
| Borgunda Borgundarondellen               | Skövde Cirkulationsplats Segertorp       | 10 km   |           | 2+2-väg |
| Skövde Cirkulationsplats Segertorp       | Skövde Cirkulationsplats Karstorp        | 6 km    |           | Landsväg. |
| Skövde Cirkulationsplats Karstorp        | Mariestad Trafikplats Haggården          | 30 km   |           | 2+1-väg. 70 km/h genom vissa korsningar.                                                                                                |
| Mariestad Trafikplats Haggården          | Hasslerör                                | 10 km   |           | Landsväg. Gemensam med . |
| Hasslerör                                | Kristinehamn Cirkulationsplats Drevsta   | 66 km   |           | Landsväg. 70 km/h genom vissa korsningar. 50-70 km/h genom Gullspång. 70 km/h närmast Kristinehamn.                                     |
| Kristinehamn Cirkulationsplats Drevsta   | Kristinehamn Trafikplats Övre Kvarnmotet | 3 km    |           | Genomfartsled. 50 km/h närmast trafikplats Övre Kvarnmotet / .                                                                          |
| Kristinehamn Trafikplats Övre Kvarnmotet | Kristinehamn Trafikplats Solbackemotet   | 2 km    |           | Motortrafikled (2+1) Gemensam med . |
| Kristinehamn Trafikplats Solbackemotet   | Pålhammarsäng                            | 100 km  |           | Landsväg. 80 km/h på sträckan Kristinehamn-Dalagränsen. 60 km/h genom Storfors. 50-70 km/h genom Filipstad. 50-70 km/h genom Lesjöfors. |
| Pålhammarsäng                            | Johannisholm                             | 80 km   |           | Landsväg. 40-60 km/h genom Vansbro. |
| Johannisholm                             | Mora                                     | 35 km   |           | Landsväg. 70 km/h genom vissa korsningar. 40-70 km/h genom Mora. Gemensam med .                                                         |

## Planer
Vissa sträckor norr om Halmstad och förbi Oskarström planeras bli mötesfri landsväg (2+1-väg).
Under perioden 2026–2028 planeras Mullsjö - Slättäng (där riksväg 47 viker av) byggas om till mittseparerad 2+1-väg.

## Trafikplatser

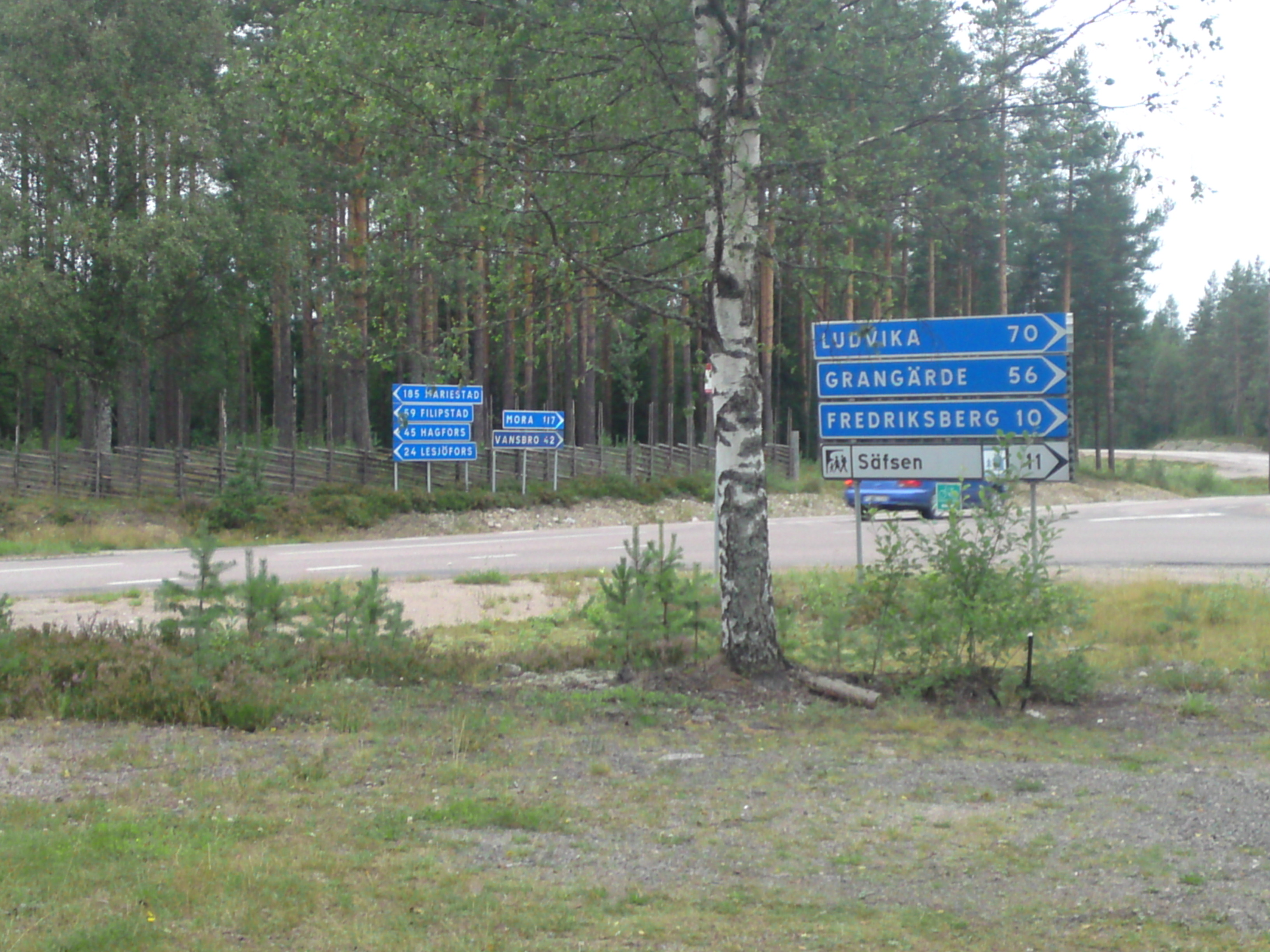
Riksväg 26 vid Tyfors. Länsväg 245 viker av åt höger mot Fredriksberg, riksväg 26 fortsätter rakt fram mot Vansbro. Vägarna har gemensam sträckning åt vänster.

|  | Nr       | Namn                       | Skyltning                                                 |
|  | -------- | -------------------------- | --------------------------------------------------------- |
|  | motorväg | Trafikplats Halmstad Nord  | Göteborg Malmö Halmstad                                   |
|  |          | Torup                      | Falkenberg                                                |
|  |          | Skeppshult                 | Varberg                                                   |
|  |          | Smålandsstenar             | Värnamo                                                   |
|  |          | Trafikplats Gislaved Södra | Gislaved                                                  |
|  |          | Trafikplats Gislaved Norra | Karlskrona Göteborg Gislaved                              |
|  |          | Norra Unnaryd              | Kinna Skene?                                              |
|  |          |                            | Göteborg (Rv 26 svänger)                                  |
|  |          | Trafikplats Hedenstorp     | Jönköping (Rv 26 svänger)                                 |
|  |          | Trafikplats Månseryd       | Hjo (Rv 26 svänger)                                       |
|  |          | Trafikplats Risbro         | Habo Skirebo                                              |
|  |          | Trafikplats Bäckebo        | Västerkärr Perstorp (endast avfart från/påfart mot öster) |
|  |          | Mullsjö                    | Bottnaryd?                                                |
|  |          | Slättäng                   | Trollhättan Falköping (Rv 26 svänger)                     |
|  |          | Tidaholm                   | Falköping Hjo                                             |
|  |          | Borgunda                   | Ulricehamn (Rv 26 svänger)                                |
|  |          | Trafikplats Grevagården    | Skultorp S, Sjogerstad                                    |
|  |          | Trafikplats Loringa        | Loringa                                                   |
|  |          | Trafikplats Skultorp       | Skultorp Klagstorp                                        |
|  |          | Skultorpstunneln           | 312 m                                                     |
|  |          | Trafikplats Skövde Södra   | Skara Centrum                                             |
|  |          | Segerstorpsrondellen       | Paradissjön Försvarsmakten                                |
|  |          | Timboholmsrondellen        | Varola Östermalm                                          |
|  |          | Trafikplats Mariesjö       | Karlsborg                                                 |
|  |          | Trafikplats Hasslum        | Hasslum                                                   |
|  |          | Stallsikenrondellen        | Norrmalm Stallsiken Trädgårdsstaden                       |
|  |          | Trafikplats Kultomten      | Stallsiken                                                |
|  |          | Horsåsrondellen            | Töreboda (Rv 26 svänger)                                  |
|  |          |                            | Södra Ryd                                                 |
|  |          | Karstorpsrondellen         | Centrum (Rv 26 svänger)                                   |
|  |          |                            | Södra Ryd Västra Ryd (endast avfart från/påfart mot norr) |
|  |          | Trafikplats Norra Ryd      | Norra Ryd                                                 |
|  |          | Trafikplats Haggården      | Göteborg (Rv 26 svänger)                                  |
|  |          | Trafikplats Ullervad       | Mariestad Tibro                                           |
|  |          | Trafikplats Brodderud      | Mariestad Töreboda                                        |
|  |          | Hassle                     | Stockholm (Rv 26 svänger)                                 |
|  |          | Sjötorp                    | över Göta kanal, öppningsbar                              |
|  |          | Otterbäcken                | Töreboda                                                  |
|  |          | norr om Gullspång          | Örebro                                                    |
|  |          | Övre Kvarnmotet            | Stockholm (Rv 26 svänger)                                 |
|  |          | Solbackensmotet            | Oslo (Rv 26 svänger)                                      |
|  |          | Storfors                   | Karlskoga                                                 |
|  |          | Filipstad                  | Karlstad (Rv 26 svänger)                                  |
|  |          | Persberg                   | Ludvika (Rv 26 svänger)                                   |
|  |          | Rämmen                     | Hagfors                                                   |
|  |          | Tyfors                     | Fredriksberg Ludvika                                      |
|  |          | Vansbro                    | , Oslo, Sälen, Vansbro (Rv 26 svänger)                    |
|  |          | Vansbro                    | , Gävle, Borlänge, Västerås, Ludvika (Rv 26 svänger)      |
|  |          | Nära Kättbo                | Karlstad, Malung                                          |